# Universo ecpirótico

Branas y materia oscura. En la teoría del mundo-brana del universo ecpirótico, la materia oscura no es más que la fuerza de la gravedad de otra brana y de la materia en ella contenida, cercana pero no detectable, formada por cuerdas cósmicas.

El universo ecpirótico, o escenario ecpirótico, es un modelo cosmológico del origen y la configuración del universo, dentro de los modelos cíclicos, defendido por los científicos Neil Turok y Paul Steinhardt.

## Teoría
El nombre proviene del término estoico ekpyrosis (griego antiguo: ἐκπύρωσις /ekpurōsis/) que significa conflagración o, en el uso estoico, "conversión en fuego". Con el significado de "disolución del universo en el fuego", en la filosofía estoica, la ekpyrosis, el fuego cósmico que todo lo envuelve, representa la fase contractiva de un ciclo eterno de destrucción y resurgimiento.
El modelo ecpirótico del universo es una alternativa al modelo de la inflación cósmica estándar para el universo primitivo; ambos modelos acomodan el modelo estándar del Big Bang Lambda-CDM de nuestro universo. El modelo ecpirótico es precursor y forma parte de algunos modelos cíclicos. 
El modelo ecpirótico surgió del trabajo de los científicos Neil Turok y Paul Steinhardt y mantiene que el universo no comenzó en una singularidad, sino que surgió de la colisión de dos branas. Esta colisión evita la singularidad primigenia y la expansión superluminal del espacio-tiempo, preservando las fluctuaciones de densidad casi a escala libre y otras características del universo observado. El modelo ecpirótico es cíclico, aunque las colisiones entre branas son raras en la escala de tiempo de la expansión del universo hasta una extensión plana y casi sin rasgos distintivos. Las observaciones que distinguen entre los modelos ecpirótico e inflacionario incluyen la polarización de la radiación de fondo de microondas cósmico y la distribución de frecuencias del espectro de ondas gravitacionales.

## Críticas
La hipótesis ecpirótica no está libre de problemas. Entre ellos está la falta de entendimiento entre los especialistas en la teoría de cuerdas, dado que el escenario ecpirótico utiliza algunas ideas esenciales de dicha teoría, sobre todo las múltiples dimensiones, las branas y la orbivariedad u orbifold. Cuenta además el hecho evidente de no saberse qué podría suceder en realidad al chocar dos branas entre sí. La teoría de cuerdas, por otra parte, no está aceptada por toda la comunidad científica.